# Kitara FC
Der Kitara Football Club ist ein 2010 gegründeter ugandischer Fußballverein aus dem Distrikt Hoima. Aktuell, Stand Oktober 2024, spielt der Verein in der ersten Liga, der Ugandan Super League.
Der Verein ist auch unter dem Namen The Royals bekannt.

## Erfolge
- Ugandischer Pokalsieger: 2024
- Ugandischer Zweitligameister: 2022/23  ▲

## Stadion
Der Verein trägt seine Heimspiele im Royals Park Butema in Butema im Distrikt Hoima aus. Das Stadion hat ein Fassungsvermögen von 1000 Personen.

## Trainer
| Trainer         | Nation | von             | bis          |
| --------------- | ------ | --------------- | ------------ |
| Sam Ssimbwa     | Uganda | 30. Januar 2023 | 9. Juni 2023 |
| Brian Ssenyondo | Uganda | 1. Juli 2023    |              |